# Roznov (Neamț)
Roznov és una ciutat situada al comtat de Neamț, a l'oest de Moldàvia, a Romania. Roznov es va convertir en una ciutat el 2003. Es troba a 15 km al sud-est de Piatra Neamț a la carretera DN15 i es troba al ferrocarril Piatra Neamț - Bacău, a la part nord de la depressió Cracău – Bistrița i al riu Bistrița.
La ciutat administra dos pobles, Chintinici i Slobozia.
Segons el cens de 2011, té 8593 habitants, mentre que en el cens de 2002 tenia 8.726 habitants.

## Història
La ciutat es va esmentar per primera vegada en documents del segle xv i probablement va ser fundada per colons alemanys, juntament amb Târgu Neamț: els historiadors especulen que el nom original era Rosenhoff.
L'església principal és l'església de Sant Nicolau, situada en un parc dendrològic; construïda entre 1884 i 1892 en un estil rus únic a la regió, que va ser fundada pel boiar Gheorghe Ruset Roznovanu, la família tenia una finca a Roznov durant molts anys. Els frescos interiors van ser completats el 1915 per l'artista Costin Petrescu, sota l'ègida del banquer, magnat del petroli, propietari de vinya i col·leccionista d'art Hector Economos, que va comprar la finca de Roznov després de la desaparició de la família Ruset Roznovanu. Avui l'església és un important monument històric. També es troba a les 3 hectàrees del parc el castell de Roznovanu, ara en mal estat.
L'economia principal de Roznov consisteix en la producció d'adhesius, productes químics utilitzats en l'agricultura i àcid sulfúric.